# Evropa (Čech)
Evropa – poemat czeskiego poety Svatopluka Čecha, opublikowany w 1878, w symboliczny sposób opisujący sytuację polityczną w Europie, a w szczególności dzieje Komuny Paryskiej. W poemacie statek o nazwie "Europa" transportuje więźniów politycznych do kolonii karnej. Rewolucjonistom udaje się przejąć kontrolę nad jednostką, ale wtedy zaczynają się konflikty między nimi i dochodzi do wysadzenia statku w powietrze. Utwór jest napisany jambicznym jedenastozgłoskowcem. 

Minula bouře. Usmívá se kruhem
zlý ocean, zrak povyjasniv hněvný,
a honí pokrytec, jak pastýř zpěvný,
vln krotkych stáda safírovym luhem.
Ba, mněl by's věru, že jen salmaj míru
dech jebo svěží probouzeti umí,
že nezná zrádných úskalí a vírů
a prost až na dno šalebné je dumy;
zrak tvůj se těší třepetavym jasem
a stíhá rybky vláhou průzračnou,
i vidět můž', hru jejich oblačnou
stín žraloka jak rozptyluje časem.